# Carlos Barral
Carlos Barral Agesta (Barcelona, 2 de junio de 1928-Barcelona, 12 de diciembre de 1989) fue un poeta, memorialista, editor (y ocasionalmente, político) español. Perteneció a la llamada Generación del 50 y escribió toda su obra en lengua española.

## Biografía
Licenciado en Derecho por la Universidad de Barcelona en 1950, se le encuadra en el grupo de poetas catalanes en español de la generación literaria de los 50, dada a conocer por José Batlló en su Antología de la nueva poesía española (1968), junto con otros catalanes como Jaime Gil de Biedma, José Agustín Goytisolo o Pere Gimferrer. Sus primeros poemas fueron impresos con el título de Aguas reiteradas; asimismo, escribió artículos de crítica sobre poesía alemana; siguió su traducción de los Sonetos de Orfeo de Rainer Maria Rilke. Pero su primer libro poético importante fue Metropolitano. Siguieron Usuras, sobre el paso del tiempo, Figuración y fuga e Informe personal sobre el alba.
Casado con Yvonne Hortet, hija de la alta burguesía barcelonesa, tuvieron cinco hijos (la traductora, ilustradora y empresaria Dánae Barral, el escultor Darío Barral, Marco, Alexis e Yvonne). Su vida estuvo fuertemente ligada al mar y a la localidad costera tarraconense de Calafell, donde residía largas temporadas.

### Editor
Al asumir la jefatura de la editorial Seix Barral, empresa familiar de libros de texto fundada por sus padres en 1911, le imprimió una nueva dirección como referencia literaria entre España y América, editando clásicos de la cultura progresista de los cincuenta, sesenta y setenta. Creó, con ayuda de Jaime Salinas Bonmatí, un premio de edición a escala internacional, el "Formentor", además del Biblioteca Breve y el premio Barral de novela. Se le considera uno de los artífices del boom latinoamericano por dar a conocer a autores como Mario Vargas Llosa, Alfredo Bryce Echenique o Julio Cortázar. Dentro de su labor como editor, ha sido recordada como una «marca infamante» el haber rechazado Cien años de soledad de Gabriel García Márquez para su publicación.

### Político
En el plano político, llegó a senador por Tarragona en 1982 y parlamentario europeo por el PSC-PSOE. Falleció en Barcelona en 1989. En Calafell se encuentra una casa-museo en su memoria.

### Memorialista
Su obra memorialista se inició en 1975 con la publicacíón de Años de penitencia, libro al que siguieron Los años sin excusa (1978) y Cuando las horas veloces, que obtuvo en 1988 el Premio Comillas de Tusquets Editores en la categoría de memorias. Además, incluye treinta años de Diarios y la correspondencia, entre otros, con Max Aub, María Zambrano, Camilo José Cela, Miguel Delibes, Gonzalo Torrente Ballester, Vicente Aleixandre, Caballero Bonald, Alfredo Bryce Echenique, Giulio Einaudi, Alberto Oliart, Jaime Gil de Biedma, Jaime Salinas Bonmatí y los presos políticos de Burgos. Su archivo se encuentra depositado en la Biblioteca de Cataluña.

## Obra

### Lírica
- Las aguas reiteradas (1952)
- Metropolitano (1957)
- Diecinueve figuras de mi historia civil (1961)
- Usuras (1965)
- Figuración y fuga (1966)
- Informe personal sobre el alba (1970)
- Usuras y figuraciones (1973)
- Lecciones de cosas: Veinte poemas para el nieto Malcolm (1986)
- Antología poética (1989)
- Poesía completa (1998)

### Artículos periodísticos
- Observaciones a la mina de plomo, Barcelona: Lumen, 2002.

### Libros de fotografías
- Catalunya des del mar (1982)
- Catalunya a vol d'ocell (1985)

### Memorias
- Años de penitencia (1975)
- Los años sin excusa (1978)
- Cuando las horas veloces (1988)
- Memorias; prólogos de José María Castellet y Alberto Oliart, Barcelona: Península, 2001 (edición completa de los libros anteriores)
- Los diarios / 1957-1989 (1993)
- Almanaque (1999, entrevistas completas).
- Memorias de infancia, incompletas e inéditas.

### Novela
- Penúltimos castigos (1983, novela autobiográfica).
- El azul del infierno (novela incompleta e inédita sobre el cuadro El paso de la laguna Estigia de Patinir).

### Traducciones
- Rainer Maria Rilke, Sonetos a Orfeo.